# Gò Nổi
Gò Nổi là tên một vùng đất được bao bọc hai nhánh của sông Thu Bồn tại thị xã Điện Bàn, tỉnh Quảng Nam, Việt Nam.
Về địa giới hành chính, Gò Nổi hiện nay bao gồm địa giới hành chính ba xã Điện Quang, Điện Trung và Điện Phong (trừ thôn Cẩm Đồng) của thị xã Điện Bàn.

## Lịch sử
Theo các tư liệu lịch sử, các khu dân cư tại Gò Nổi hình thành từ thế kỷ XIV. Vào thời phong kiến, các vua chúa có chính sách đưa dân vào Nam để khai khẩn đất hoang. Theo đó, người dân từ Thanh Hóa, Nghệ An di cư vào Nam bằng đường biển. Khi đến Cửa Đại (Hội An), họ nhận thấy đây là một cửa biển rộng lớn, nhìn về hướng tây là dòng sông Thu Bồn trải dài trên vùng đồng bằng phì nhiêu. Họ quyết định chèo ngược dòng thì bắt gặp vùng đất Gò Nổi phù sa màu mỡ với bốn bề sông nước bao quanh và dừng lại đây để khai cơ lập nghiệp.
Dưới thời kháng chiến chống Mỹ, Gò Nổi là một trong những chiến trường ác liệt, được xem là cái nôi của phong trào cách mạng Khu V.

## Danh nhân
Gò Nổi cũng là nơi sinh ra nhiều danh nhân, anh hùng xứ Quảng như: Hoàng Diệu, Phạm Phú Thứ, Trần Cao Vân, Phan Khôi, Lê Đình Đỉnh, Phan Thanh, Phan Bôi (Hoàng Hữu Nam), Lê Đình Kỵ, Trần Thị Lý, Nguyễn Thị Bình,...